# Cystide (mycologie)
Pour l’article homonyme, voir Cystide (zoologie).

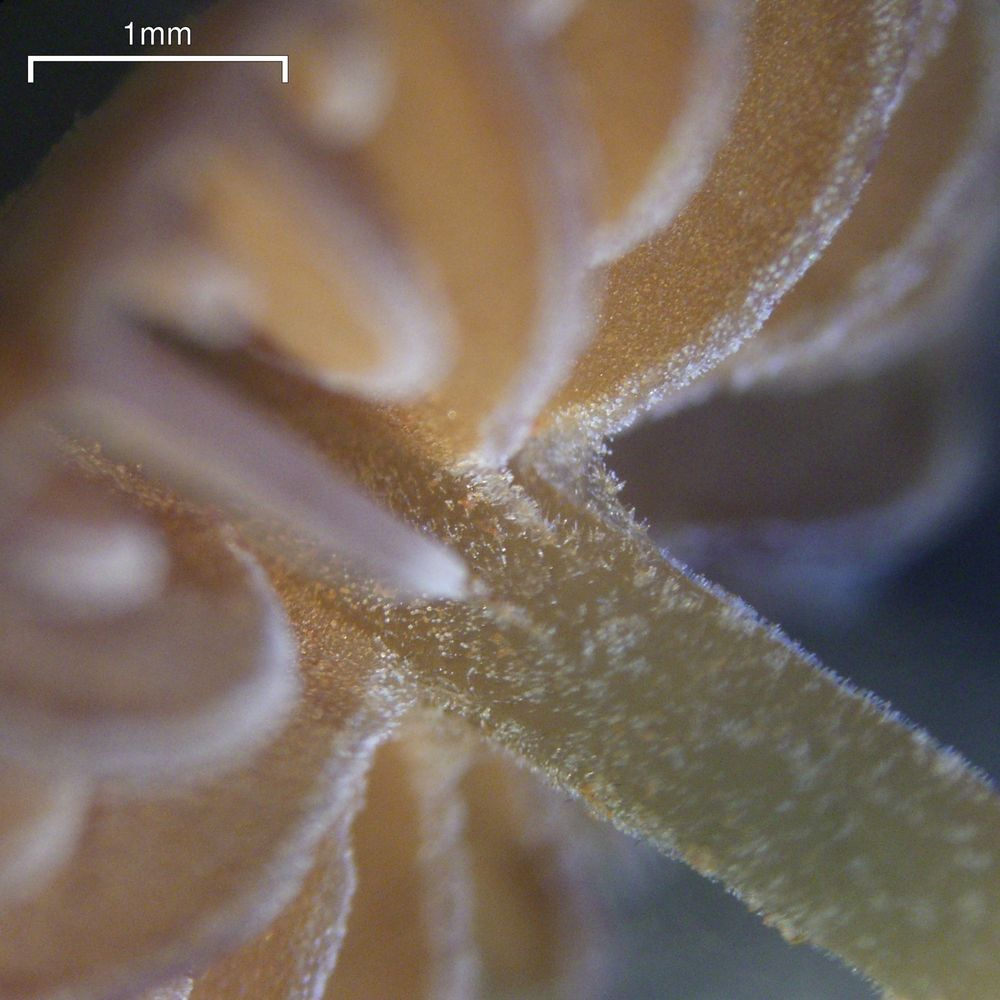
Cystides sur une petite Galerina. Caulocystides (sur le stipe) et cheilocystides (sur les arêtes des lamelles)

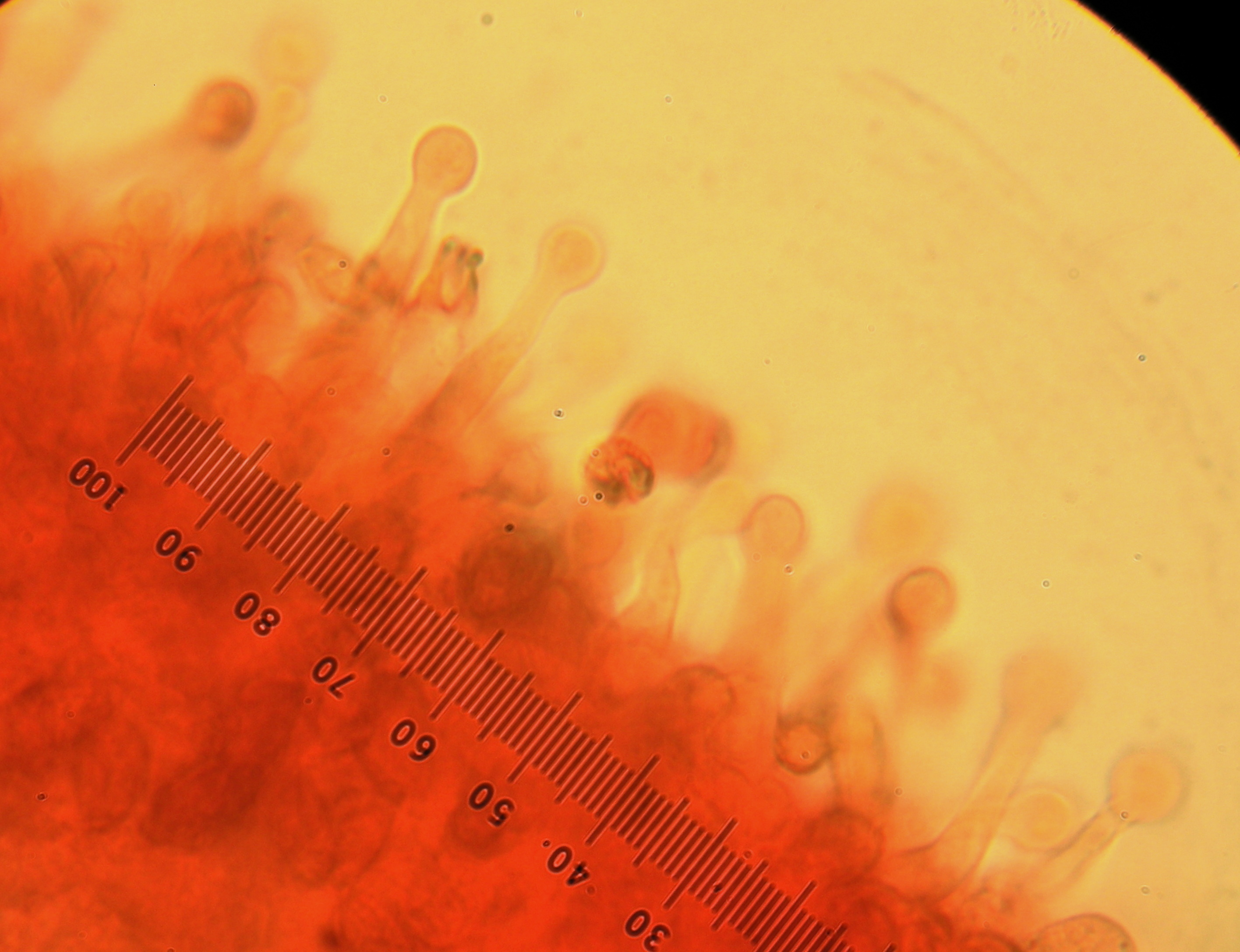
Cystides capitées sur une lamelle de Galerina clavata

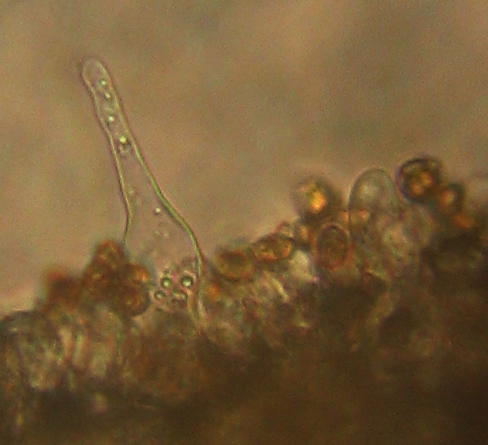
Cheilocystide ampulacée sur Galerina marginata. À son pied, sont visibles les spores portées par les basides

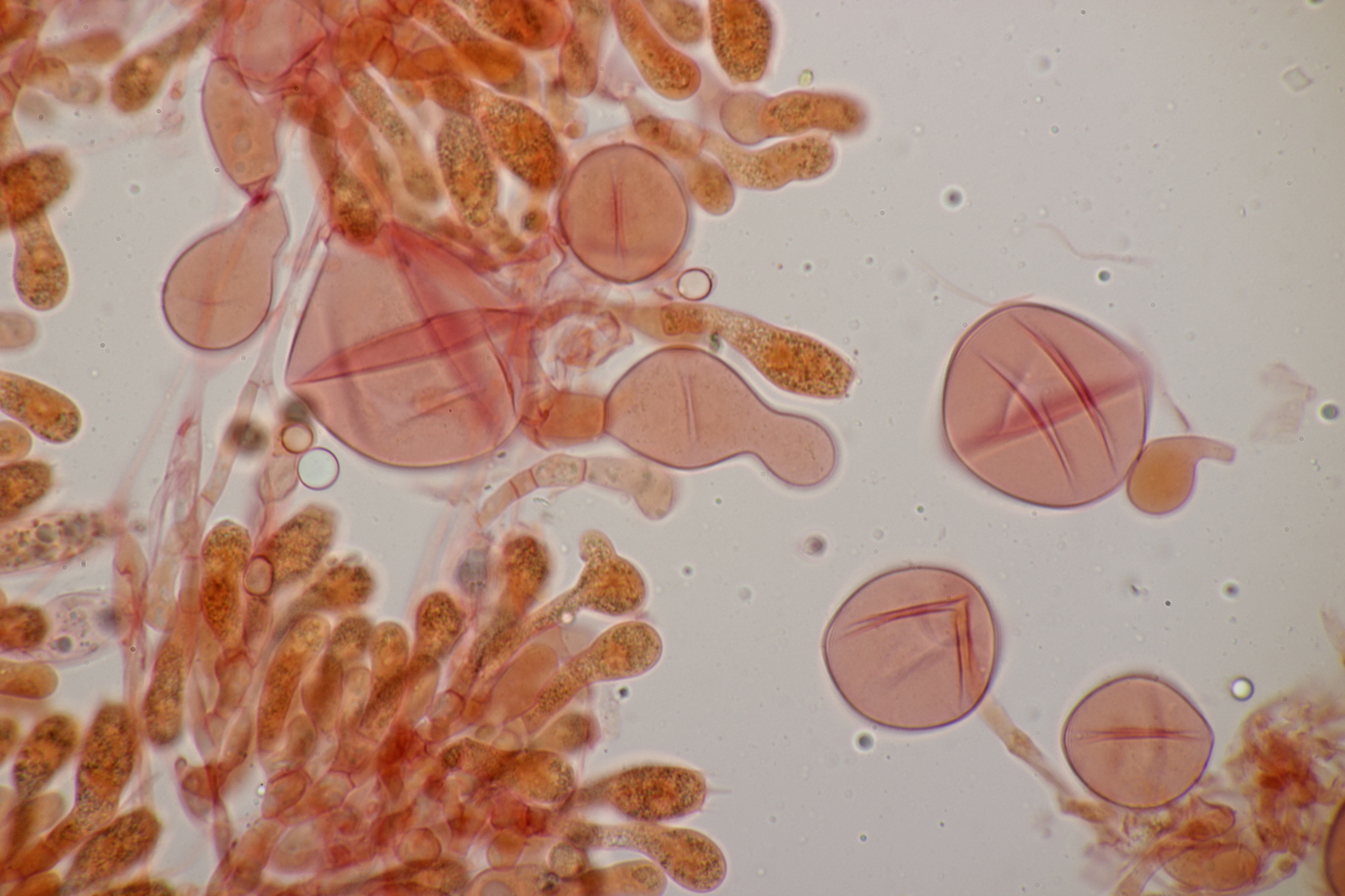
Sphérocystides du chapeau d'Amanita rubescens

Les cystides (du grec ancien κύστις, kústis (« sac »)) sont, chez les champignons basidiomycètes, des cellules stériles se trouvant sur le chapeau, au sein de l'hyménium ou sur le pied. Elles sont responsables de la fine pruine qui caractérise certains champignons et sont souvent simplement qualifiées de poils. Sur les lamelles ou les tubes, elles sont fréquemment intercalées avec des cellules fertiles : les basides. Contrairement à ces dernières, elles ne produisent pas de spores.
Les cystides sont utilisées par les mycologues pour la détermination des champignons. En effet, leurs formes varient considérablement d'un genre à un autre et beaucoup n'en ont pas. Il arrive que des espèces se ressemblent passablement par l'aspect extérieur et ne se distinguent que par leurs cystides. Ces dernières peuvent être très proches de la forme simple en massue des basides, se différenciant uniquement par l'absence de dents porteuses de spores. D'autres, au contraire, peuvent être minutieusement décorées ou montrer des formes extravagantes. Leur rôle biologique est méconnu ; elles pourraient avoir des fonctions d'excrétion ou de sécrétion, de support, de protection, de maintien de l'écartement des lamelles, voire de capteurs sensoriels,.
Une riche nomenclature les différencie selon leur emplacement sur le sporophore, selon la forme qu'elles arborent ou selon le contenu et l'épaisseur de leur paroi cellulaire,,,,

## Différences entre les poils et les cystides

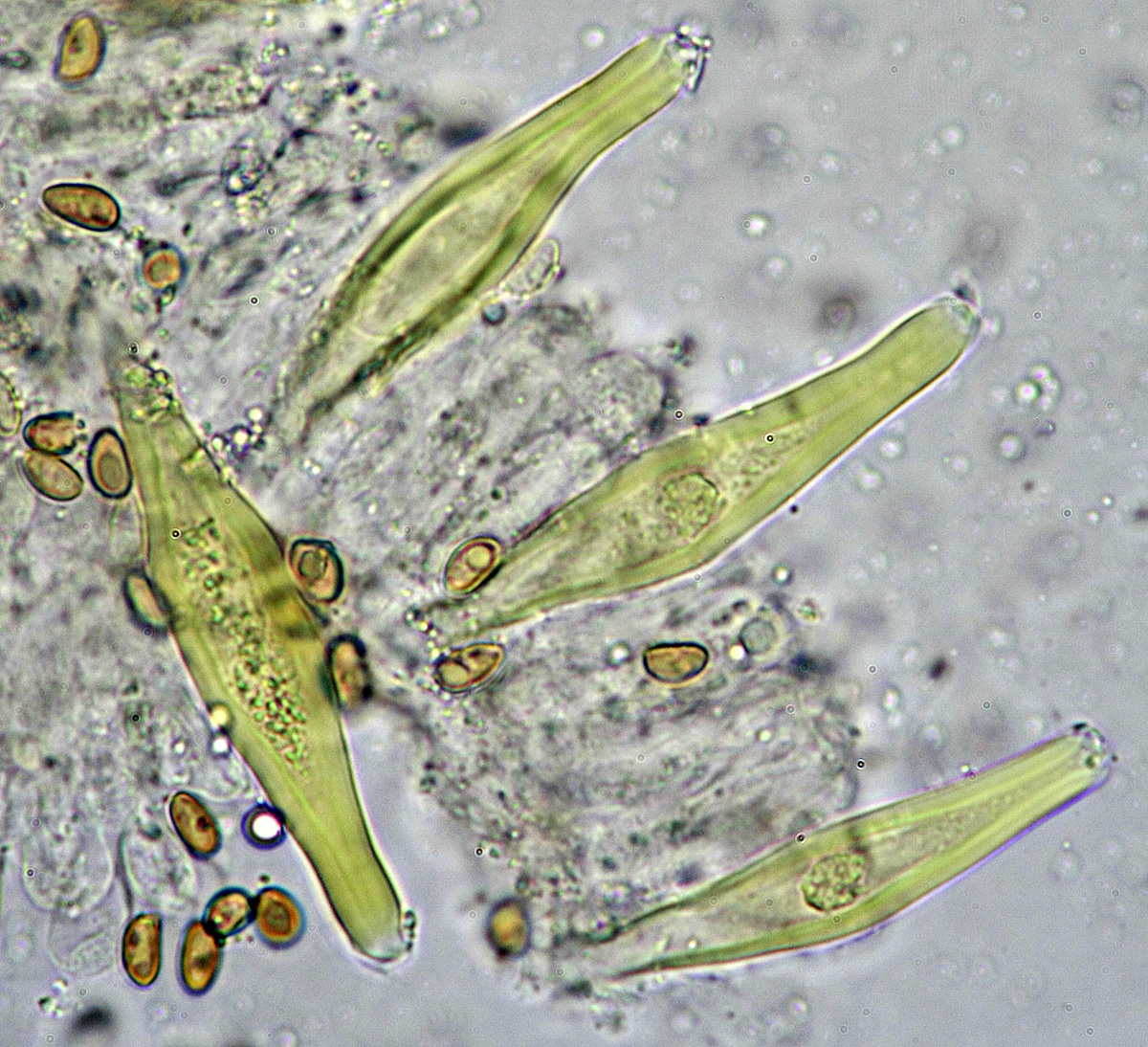
Pleurocystides d'Inocybe subochracea

Henri Romagnesi donne cette définition : « La cystide est une cellule stérile, morphologiquement, et le plus souvent chimiquement différenciée, qui est, originellement, caractéristique de l'hyménium, considéré dans sa partie basidifère. [Alors que] le poil est une cellule stérile morphologiquement différenciée, qui est, originellement caractéristique des revêtements ». Il y a donc une tendance à une origine hyméniale et une grande différenciation morphologique chez la cystide alors que le poil est une cellule d'origine superficielle et de forme longiligne assez grêle et peu différencié.
Mais il y a présence de poils dans l'hyménium et de cystides sur le chapeau et le pied. Selon Romagnesi, c'est « la position occupée par les éléments de même aspect, chez les autres espèces du même groupe qui permettra de se rendre compte si, sur l'espèce étudiée, ils sont égarés ou bien dans leur partie ».
Marcel Josserand prend l'exemple de l'analyse au microscope d'un Inocybe cystidié. Le haut du pied est caractérisé par l'abondance de cystides bien formées mais progressivement à mesure de la descente le long du pied, leur paroi s'amincissent, l'incrustation distale s'évanouit, le renflement médian disparaît jusqu'à « ressembler à un poil banal parmi les poils banaux ». Ce qui pousse Marcel Josserand à cette réflexion : « les mots séparent et même opposent, des éléments qui, dans la Nature, forment une chaîne ininterrompue ».

## Nomenclature selon leur emplacement
- acystidié : se dit d'un élément ne comportant pas de cystides ;
- dermatocystide : sur la cuticule du pied ou du chapeau ;
- piléocystide : (synonyme : pilocystide) sur le chapeau ;
- pleurocystide (ou cystide faciale) : sur les faces des lamelles ou les parois intérieures des tubes ;
- cheilocystide (ou cystide marginale) : sur les arêtes des lamelles ou les bords des tubes ;
- caulocystide : sur le pied ;
- endocystide : à l'intérieur de la masse de l'hyménium.

## Nomenclature selon leur forme

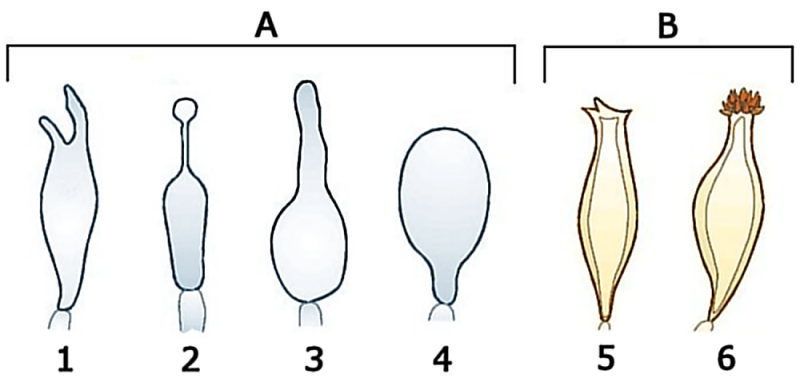
Différentes formes de Cystides : A — à paroi mince : 1 — diverticulée (bifide), 2 — ampulacée et capitée, 3 — lagéniforme, 4 — vésiculée ; B — à paroi épaisse : 5 — lamprocystide à crochets, 6 — lamprocystide cristulée

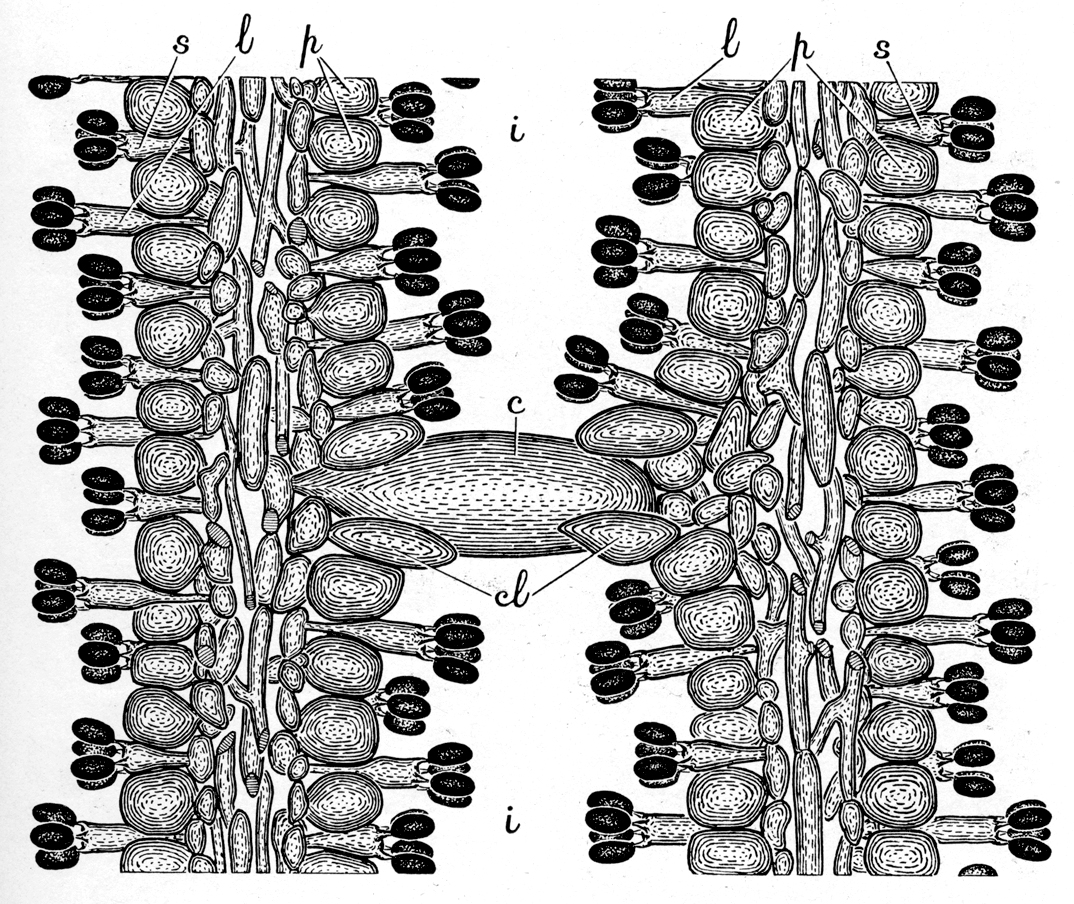
Cystide trabéculaire (c) faisant le pont entre deux lamelles d'un Coprinopsis ; Il s'agit d'une cystide de grande taille (jusqu'à 200 μm) qui participe ainsi à la rigidité et au maintien des lamelles ; les autres cellules sont des basides portant chacune quatre spores.

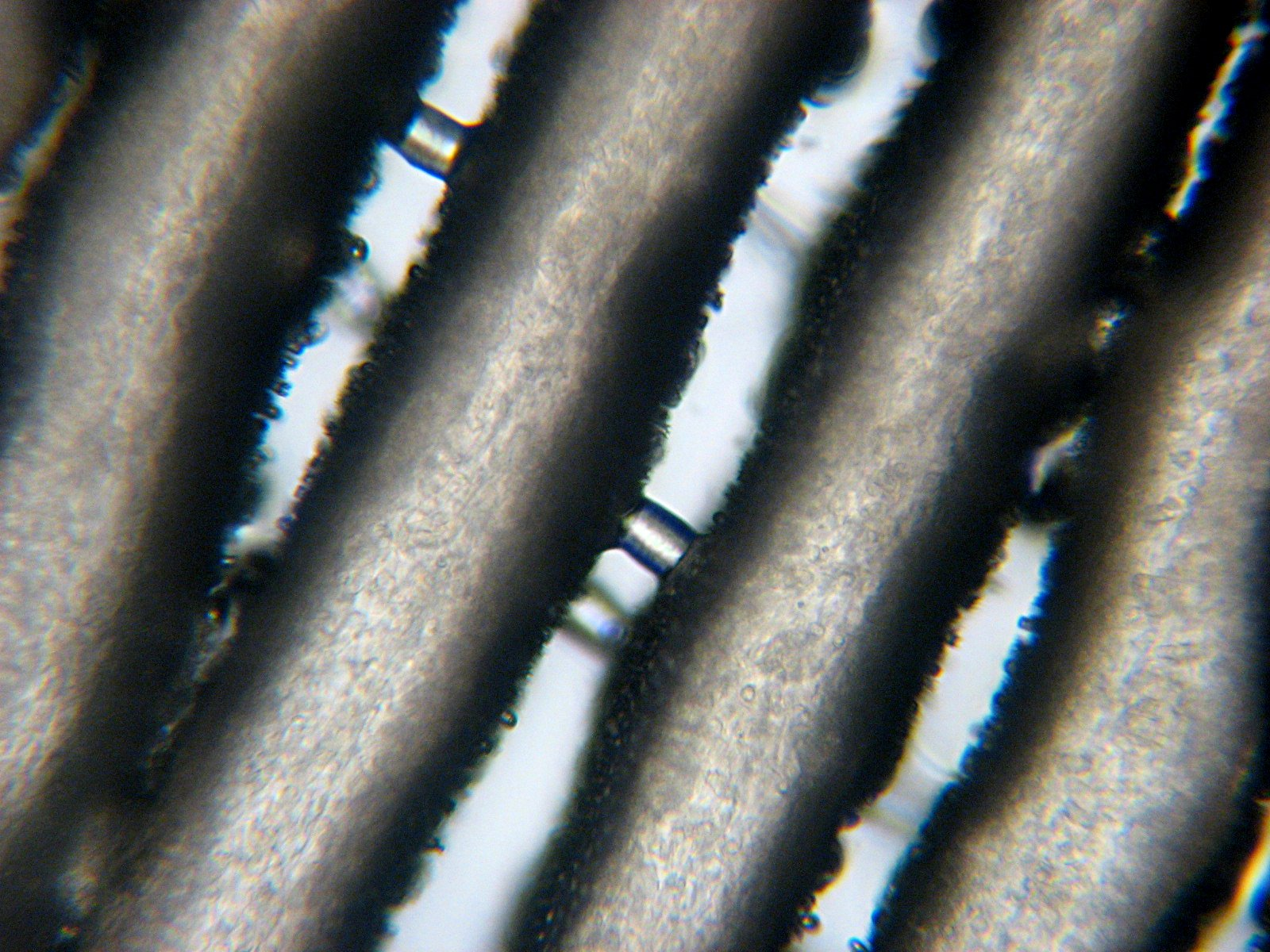
Cystides trabéculaires faisant le pont entre les lamelles de Coprinopsis atramentaria. Elles sont difficiles à observer sous le microscope et impossible in situ car le moindre prélèvement les détache.

- acuminée : cystide terminée en pointe allongée, en forme de pointe de lance, sans raideur ;
- affleurante : cystide ne dépassant pas le sommet des éléments environnants tels que des basides ;
- ampulacée : cystide en forme d'ampoule, cystide renflée à la base et munies d'un long col ;
- appendiculée : cystide dont le sommet s'étire en une portion étroite, semi-individualisée ou se ramifie en plusieurs prolongements ;
- becquée : cystide terminée au sommet par un rétrécissement allongé et plus ou moins aigu, à la manière d'un bec ;
- brosse (en) : cellules hérissées de nombreux diverticules sur Mycena et Marasmius, également nommé échinide par Romagnesi.
- capitée : cystide terminée par un brusque renflement arrondi ;
- capitulée : cystide faiblement capitée ;
- clavée : cystide en forme de massue, courante sur de nombreux genres ;
- cristulée : cystide ornée de cristaux sur son sommet ;
- crochets (à) : cystide dont le sommet est orné de cristaux fins en forme de crochets ;
- cuspidée : atténuée en pointe raide;
- cystidiole : jeune cystide rudimentaire mal caractérisée ; elle peut facilement se confondre avec une basidiole, une baside mal caractérisée. Les premières s'insèrent généralement au bas des basides, alors que les deuxièmes s'insèrent à leur niveau ou légèrement au dessus[8] ;
- diverticulée (synonyme : en brosse) : cystide ornée d'excroissances ou d'appendices plus ou moins courts, sur les genres Mycena et Marasmius ;
- flexueuse : cystide courbée de façon irrégulière ;
- fusiforme : cystide en forme de fuseau, courante sur de nombreux genres ;
- halocystide : cystide ornée d’une goutte à son sommet ;
- immerse : cystide immergée dans l'hyménium, ne le dépassant pas ;
- incrustée (synonyme : encroûtée) : cystide ornée de granules microscopiques sur la paroi de sa cellule ;
- lagéniforme : cystide en forme de bouteille enflée présentant un log bec souvent incrusté (courante sur de nombreux genres) ;
- lécythiforme : cystide à sommet capité, sur les genres Conocybe et Pholiotina ;
- métuloïde (synonyme : métuliforme) : (selon Victor Fayod) cystide ventrue à col très grêle, terminée par une petite tête (voir également lamprocystide pour le deuxième sens) ;
- moniliforme : cystide qui présente une succession de brusques renflements et de brusques étranglements ;
- mucronée : cystide présentant à son extrémité un appendice plus ou moins pointu, un mucron, forme de biberon ;
- muriquée : cystide munie de pointes courtes et robustes plus ou moins coniques ;
- mutique : sans pointes ;
- obclavée : cystide clavée inversée, la tête de la massue se situant au pied ;
- ortie (à poil d') : sommet coiffé de cristaux très fins orientés vers le bas, sur les genres Melanoleuca, Cystoderma, Alnicola et autres ;
- piliforme : cystide en forme de poil ;
- sphérocystide : cystide en forme de sphère ;
- trabéculaire : cystide de grande taille, incolore, profondément ancrée dans l’hyménium et qui jouent un rôle de stabilisation des lamelles ;
- utriforme : cystide lagéniforme avec un large col plus ou moins étranglé, courante sur de nombreux genres ;
- vésiculée : cystide en forme de vésicule, vaguement sphérique.

## Nomenclature selon la cytologie

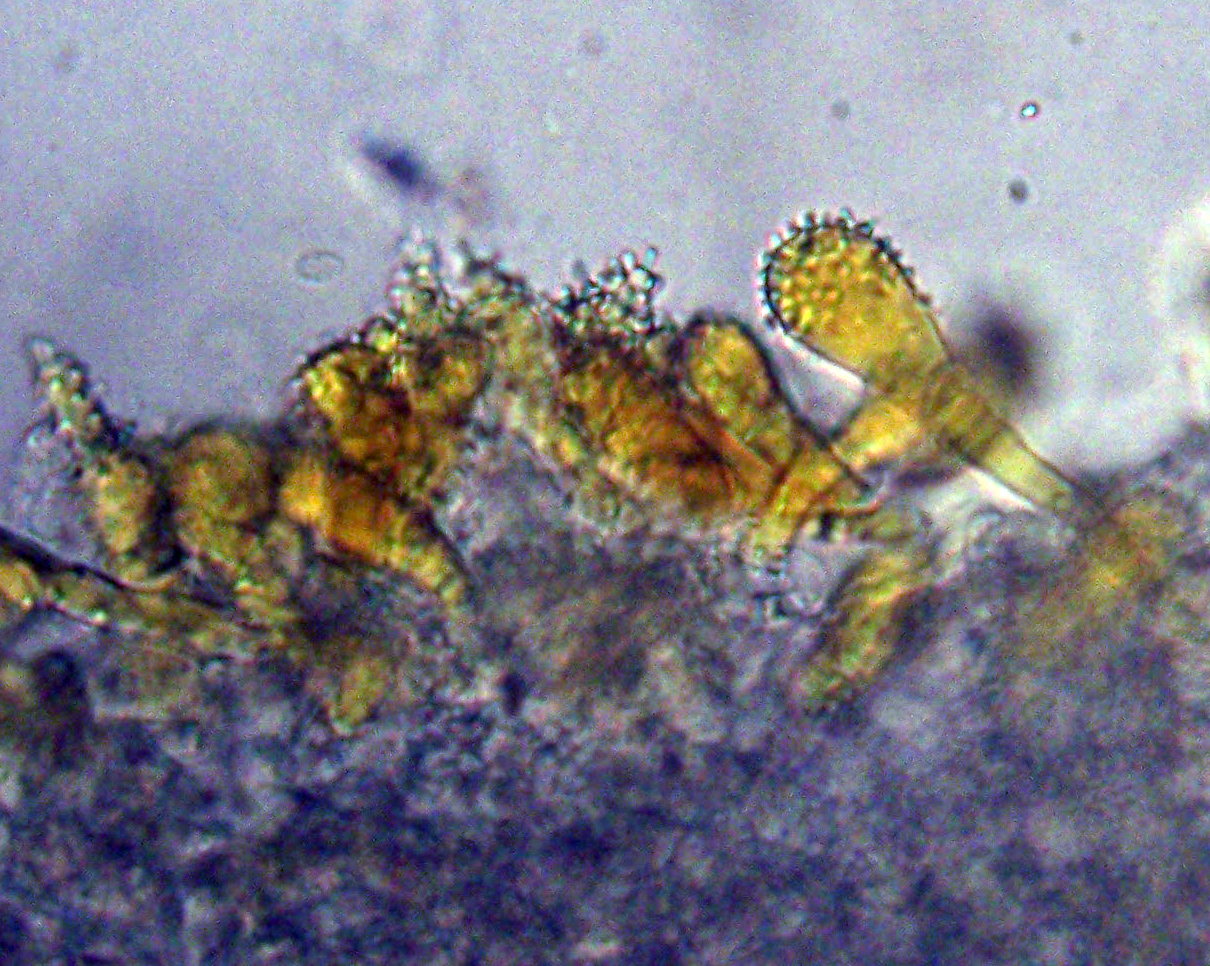
Cystides diverticulées (dites aussi en brosses) de Mycena aurantiomarginata

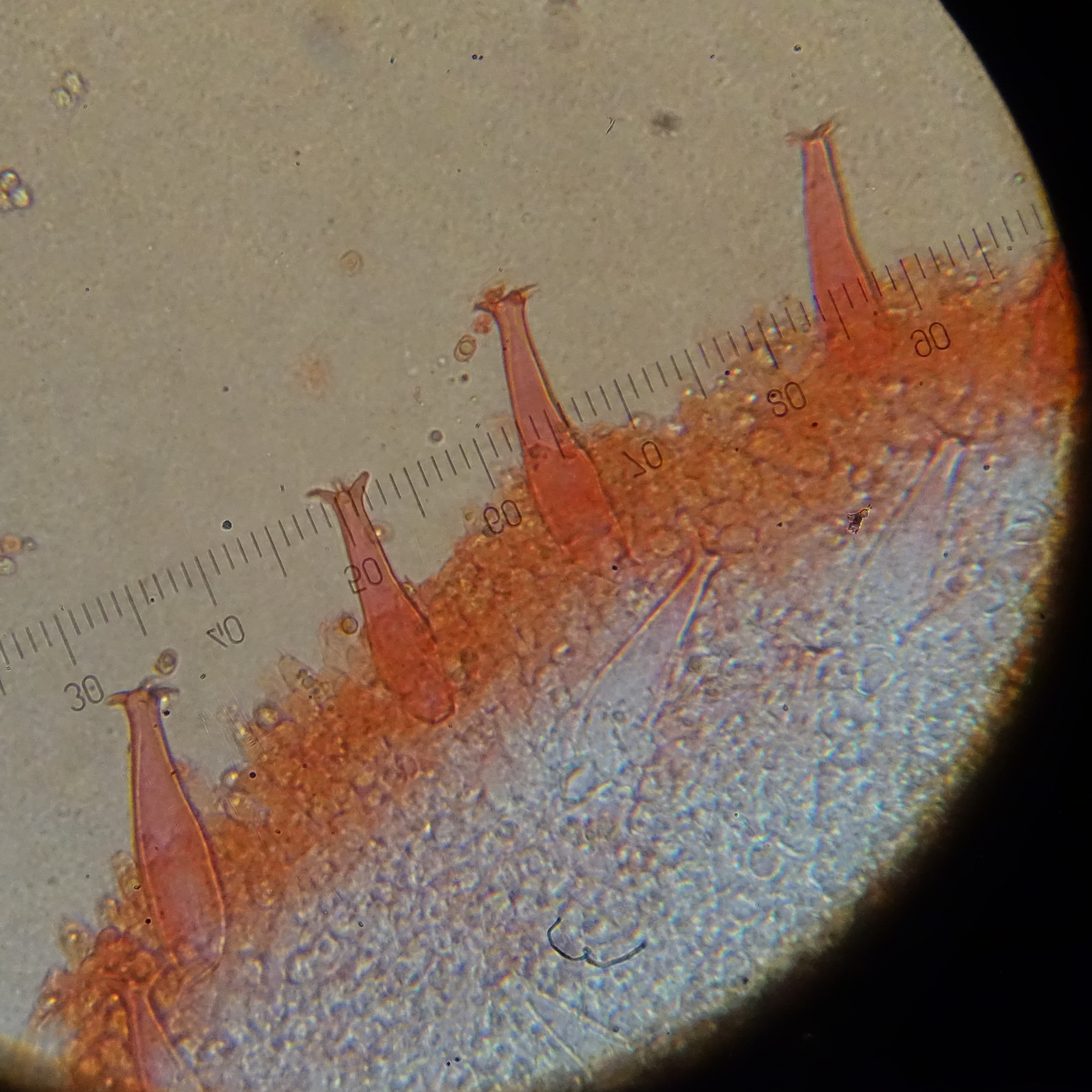
Lamprocystides à crochets sur Pluteus salicinus

- chrysocystide : cystide à inclusions dorées se colorant de jaune dans l'ammoniaque et bleuissant au bleu de crésyl, de forme variée, souvent clavée ou fusiforme-clavée présente sur les genres à sporée colorée comme Hypholoma, Pholiota et Stropharia ;
- gléocystide : cystide contenant des gouttelettes de nature huileuse, à paroi mince et immergée dans l'hyménium, notée « S+ » si elle réagit avec la sulfovanilline, notée « S– » s’il elle n’y réagit pas. Sur Russula, Lactarius et genres apparentés ;
- lamprocystide (synonymes : métuloïde et métuliforme) : cystide à paroi épaisse, conique et souvent cristulée, émergeant ou non de l'hyménium. Se rencontre sur les genres Inocybe, Strobilurus, à crochets sur Pluteus (voir cystide métuloïde pour le deuxième sens) ;
- leptocystide : cystide à paroi fine ;
- lyocystide : cystide à paroi épaisse soluble dans la potasse à 10 % ;
- macrocystide : cystide très allongée prenant racine profondément dans l'hyménium (uniquement chez les Russules et Lactaires) ;
- sclérocystide : piléocystide à paroi épaisse.
- septocystide : cystide plus ou moins cylindrique et cloisonnée (présence d'une paroi entre deux cellules)